# Phaonia kowarzii
Phaonia kowarzii är en tvåvingeart som först beskrevs av Johann Andreas Schnabl 1887.  Phaonia kowarzii ingår i släktet Phaonia och familjen husflugor. Arten är reproducerande i Sverige. Inga underarter finns listade i Catalogue of Life.